# Astragalus grayi
Astragalus grayi es una especie de planta herbácea perteneciente a la familia de las leguminosas. Es originaria de Estados Unidos.

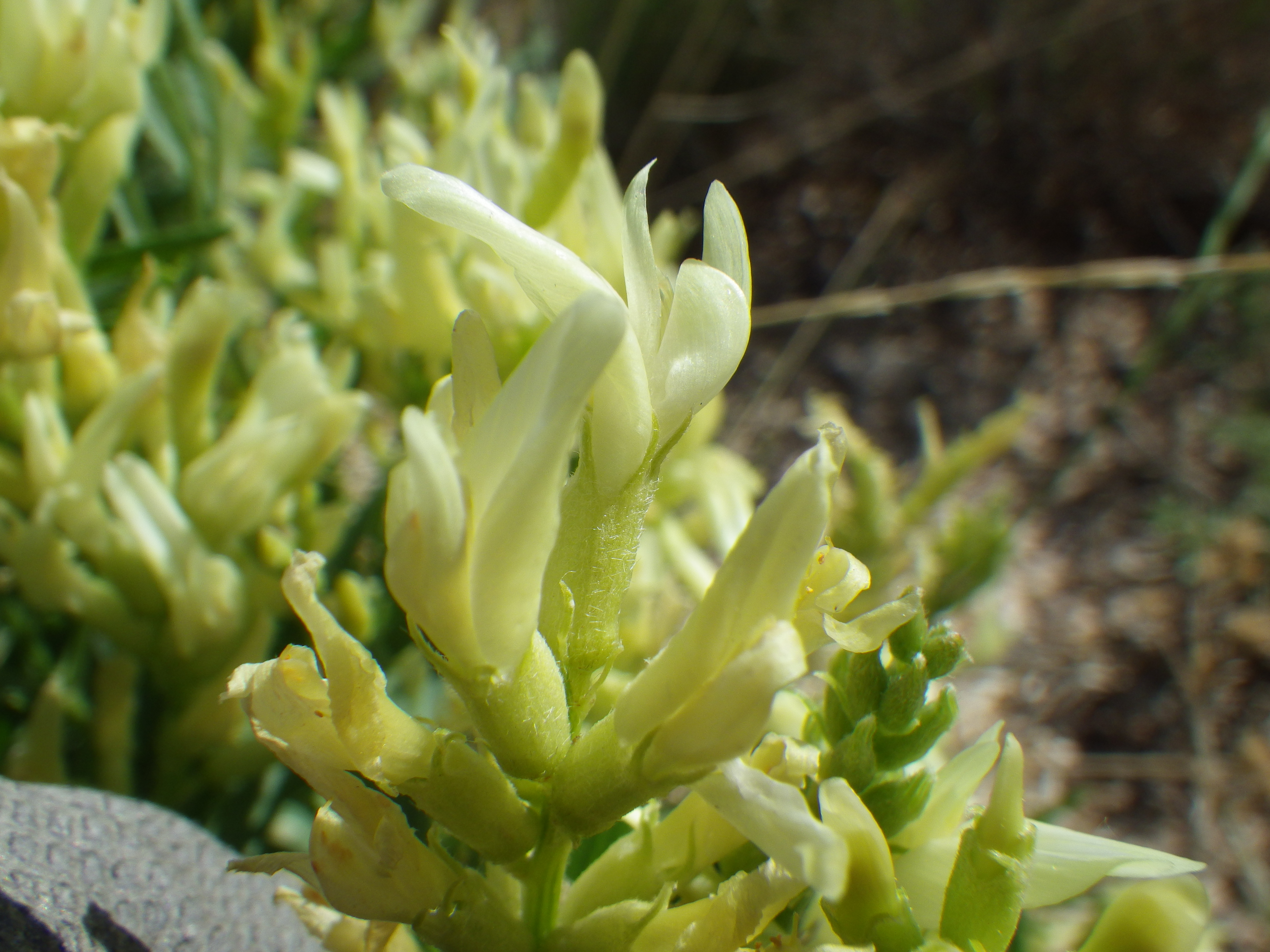
Detalle

## Distribución
Es una planta herbácea perennifolia que se encuentra en Estados Unidos, donde se distribuye por Montana y Wyoming.

## Taxonomía
Astragalus grayi fue descrita por Sereno Watson y publicado en American Naturalist 8(4): 212. 1874.
Etimología
Astragalus: nombre genérico derivado del griego clásico άστράγαλος y luego del Latín astrăgălus aplicado ya en la antigüedad, entre otras cosas, a algunas plantas de la familia Fabaceae, debido a la forma cúbica de sus semillas parecidas a un hueso del pie.
grayi: epíteto  otorgado en honor del botánico Asa Gray.
Sinonimia
- Cnemidophacos grayi (S.Watson) Rydb.
- Ctenophyllum grayi (S.Watson) Rydb.
- Tragacantha grayi (S.Watson) Kuntze[3][4]